# Нату-Ла

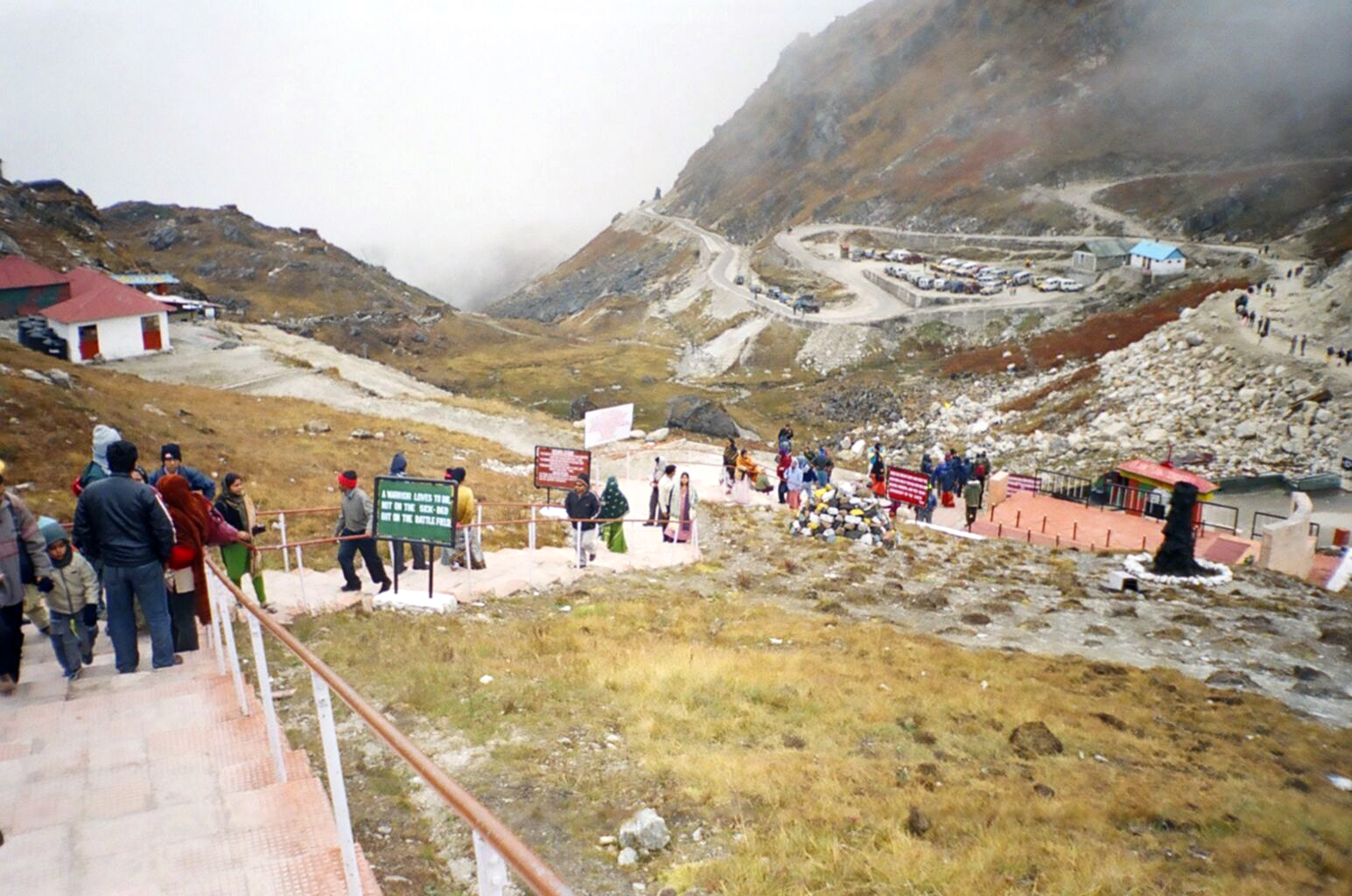
Сходи, що ведуть від кордону з індійського боку перевалу

Нату-Ла або Натула (англ. Nathu La, кит.: 乃堆拉山口, неп. नाथू ला, IAST: Nāthū Lā; тиб. རྣ་ཐོས་ལ་) — гірський перевал в Гімалаях, розташований на індійсько-китайському кордні, що сполучає штат Сіккім з Тибетським автономним районом.
Висота цього історичного перевалу, через який в давнину проходив Шовковий шлях, становить 4310 м над рівнем моря. Назва перевалу в дослівному перекладі з тибетської означає «місце, де найсильніший сніг і ветер». Інші варіанти написання назви: Натула, Натху-Ла і Натхула.
Перевал Нату-Ла є одним з трьох прикордонних торгових пунктів Індії і КНР, інші два — це Шипкі-Ла в штаті Гімачал-Прадеш і Ліпу-Лех в штаті Уттаракханд. Перевал був закритий після китайско-індійського конфлікту 1967 року і протягом довгих років використовувався лише для щотижневої доставки пошти тибетським пастухам, що мешкають по обидві сторони кордону.
Відкриття перевалу відбулося в 2006 році після угоди між країнами щодо ряду сумісних торгових питань. Очікується, що відновлення торгівлі приведе до процвітання регіону — в наш час[коли?] сторони домовилися про експорт 29 типів товарів з боку Індії і 15 з боку КНР.
Перевал також скорочує шлях при паломництві до важливих індуїстських і буддийських святинь регіону, зокрема до монастиря Румтек і до тибетського озера Манасаровар.